# 趙幽繆王
趙幽繆王（約前245年—？），又稱趙王遷，是中國戰國時期趙國君主，本名趙遷，趙悼襄王之子。為宋朝皇族的始祖。

## 生平
即位後不久，秦王政十二年（前235年），秦破平陽（今河北臨漳縣西）、武城（今山東武城縣西），殺趙將扈輒於武遂，斬首十萬。趙乃以李牧為大將軍，擊秦軍於宜安（石家莊西北），大破秦軍，秦將桓齮敗。封李牧為武安君。
在位時期，重用大將李牧，連敗秦軍。秦甚懼李牧，乃用巨金賄趙國佞臣郭開，郭開乃譖於趙幽繆王，誣李牧謀反，趙遷遂殺李牧。
秦王政十九年（前228年），秦將王翦破趙軍，攻佔邯鄲，趙幽繆王獻出地圖投降，被流放到河南房陵，趙國滅亡。趙國公子嘉逃到代（今河北蔚縣東北），自立為代王。
趙王遷是涿郡趙氏的始祖。

## 影视形象
- 2017年上映的电视剧《秦时丽人明月心》，趙幽繆王由王胜凯饰演。

- 2020年上映的电视剧《大秦赋》中，青年趙幽繆王由申贾哲飾演、少年趙幽繆王由李俊炫飾演、幼年趙幽繆王由赵俊珵飾演